# Koga (Ibaraki)
Koga (古河市, Koga-shi) és una ciutat de la prefectura d'Ibaraki, al Japó.
El 2015, tenia una població estimada de 145.214 habitants i una densitat de població de 1175 habitants per km². Té una àrea total de 123,58 km².

## Geografia
Koga està situada a l'extreme sud-oest de la prefectura d'Ibaraki. El riu Tone voreja la ciutat pel sud-oest.

### Municipalitats veïnes
- Prefectura d'Ibaraki
  - Yūki
  - Bandō
  - Sakai
  - Goka
  - Yachiyo
- Prefectura de Saitama
  - Kuki
  - Kazo
- Prefectura de Tochigi
  - Oyama
  - Tochigi
  - Nogi

## Història
Koga es desenvolupà durant el període Muromachi com el Koga kubō, un govern secundari del shogun Ashikaga per governar l'est del Japó. No obstant, el lloc ha estat poblat des del període Jomon i fou un dels centres més grans de producció de ferro de l'est del Japó en el període Heian. En el període Sengoku, es desenvolupà com a poble a voltant d'un castell, i fou controlat pel daimyo del domini de Koga del shogunat Tokugawa durant període Edo.
El poble de Koga fou establert l'1 d'abril de 1889 amb la creació del sistema de municipalitats. La ciutat moderna de Koga fou fundada l'1 d'agost de 1950. El 12 de setembre de 2005, Koga s'expandí mitjançant l'absorció els pobles de Sanwa i Sōwa (ambdós del districte de Sashima). El nou ajuntament de la ciutat està situat on es trobava l'antic poble de Sōwa.

## Economia
Durant el període Meiji i principis del període Showa, Koga fou coneguda com un centre sericultural. Actualment, l'economia de la ciutat es troba altament industrialitzada. Dins de la prefectura d'Ibaraki, només la ciutat de Hitachi té més fàbriques que Koga.

## Educació
Koga disposa de 23 escoles de primària, nou instituts de secundària baixa, i sis instituts de batxillerat.

## Agermanament
- – Sanhe, Hebei, Xin